# Anyagcsere-hálózat
Az anyagcsere-hálózat vagy metabolikus hálózat a sejt biokémiai és fiziológiai tulajdonságait meghatározó fizikai és anyagcsere-folyamatoknak az összessége. Elemei a sejtekben előforduló szerves molekulák, a metabolitok kémiai reakciói, az anyagcsere-útvonalak, továbbá az ezeket a reakciókat szabályozó interakciók.
A teljes genomok szekvenálásával megnyílt a lehetőség, hogy számos élőlény biokémiai reakcióinak hálózatát rekonstruálják a kutatók, a baktériumoktól kezdve az emberig. Ezeknek a hálózatoknak jó része online hozzáférhető:
Kyoto Encyclopedia of Genes and Genomes (KEGG), EcoCyc , BioCyc  és metaTIGER .
A metabolikus hálózatok kiváló eszközei az anyagcsere tanulmányozásának és modellezésének; vizsgálatukkal a sejt életciklusának pontos kémiai jellemzői meghatározhatók.